# Army of Mushrooms
Army of Mushrooms è l'ottavo album del gruppo psy-trance Infected Mushroom pubblicato l'8 maggio 2012 da Dim Mak Records.

## Il disco
Quest'album si avvicina al sound più mainstream pur mantenendo quello tipico degli Infected Mushroom. 
I singoli "U R So Fucked" e "Nation of Wusses" erano già stati pubblicati rispettivamente il 14 febbraio ed il 3 aprile 2012 all'interno dell'EP U R So Fucked, sempre sull'etichetta Dim Mak Records.

## Tracce
1. Never Mind – 6:05
2. Nothing to Say – 6:28
3. Send Me an Angel (cover dei Mashina) – 7:25
4. U R So Fucked – 4:41
5. The Rat – 7:43
6. Nation of Wusses – 7:02
7. Wanted To – 3:24
8. Serve My Thirst – 6:46
9. I Shine – 5:43
10. Drum N Bassa – 7:12
11. The Pretender (cover del singolo dei Foo Fighters) – 6:34
12. The Messenger 2012 (remix della loro traccia "The Messenger" del 2000) – 10:38
13. Swingish (Traccia Bonus presente solo nella versione digitale dell'album) – 6:16